# Tsukihime
Tsukihime (月姫? lett. "La principessa lunare") è una visual novel giapponese, concepita da Kinoko Nasu e illustrata da Takashi Takeuchi, prodotta dalla software house Type-Moon e pubblicata nel dicembre del 2000 in occasione del Comiket. È il primo prodotto sviluppato dalla casa, quando essa non era ancora una vera e propria azienda commerciale, ma un gruppo amatoriale di dōjin soft. Nel 2001 è uscito un sequel intitolato Kagetsu tōya. Nel 2008 ne è stato annunciato un remake, che nel 31 dicembre 2020 è stato confermato per l'estate del 2021 con il titolo di Tsukihime: A piece of blue glass moon.

## Trama
Shiki Tohno torna alla casa della famiglia d'origine dopo aver trascorso ben otto anni con alcuni zii, di un ramo cadetto dei Tohno. Ad accoglierlo vi è Akiha, sua sorella minore ed attuale capofamiglia e le due fedeli cameriere Hisui e Kohaku. I due Tohno sono ormai gli unici eredi e discendenti della famiglia, da sempre legata ad oscuri avvenimenti misteriosi legati al paranormale.
Tornando un giorno da scuola, Shiki si imbatte in una bella donna bionda, attratto irresistibilmente da lei, è colto da un irrefrenabile impulso omicida e così la uccide. Fuori di sé ed ancora sotto shock il ragazzo si risveglia a casa propria, senza che nessun media riporti il delitto o la scomparsa della donna. Giorni dopo questa lo ritrova e gli si presenta come Arcueid, vampira sulle tracce di un suo simile malvagio che da qualche tempo miete vittime in città.
Costretto a seguire la vampira nella sua caccia - avendola uccisa Shiki è infatti in debito con lei - il giovane Tohno scopre un lato della città e del passato della sua famiglia che riteneva impossibili; del resto, lui stesso si scopre man mano ben diverso da come si è sempre conosciuto e a questa nuova consapevolezza lo portano inevitabilmente anche gli Occhi della morte, dono e cruccio del ragazzo fin dalla più tenera età.

## Modalità di gioco
In Tsukihime, come in ogni visual novel giapponese, l'unica libertà del giocatore consiste nella possibilità di compiere delle scelte in determinati punti della storia, vissuta in prima persona dal protagonista Shiki, in modo tale da alterarne il corso. Come è consuetudine negli eroge, ciascuna route del gioco è incentrata su una diversa eroina, con la quale il protagonista dovrà entrare in intimità, al fine di far luce sul nebuloso passato di entrambi: in ogni caso, verso la conclusione di ogni storyline seguirà uno dei due finali possibili: il true ending o il good ending. Ogni eroina della novel gode di due finali possibili, esclusa la cameriera Kohaku, la cui storyline ha un finale unico.
Il gioco si divide essenzialmente in due parti, la "faccia visibile della Luna" e la "faccia nascosta della Luna". Le route di Arcueid e Ciel appartengono alla prima parte e sono rispettivamente le prime due route accessibili seguite dalle route di Akiha, Hisui e Kohaku che appartengono alla seconda.
Sbloccando tutti i finali legati alle cinque eroine del gioco, sarà possibile accedere all'Eclipse, un epilogo onnicomprensivo che si ricollega alla prima scena della novel, chiudendone definitivamente il percorso narrativo.

## Terminologia
- Vampiri: sono delle creature che hanno da sempre convissuto con gli umani, celati e nascosti dalle luci della storia, ma in realtà sempre presenti. Ben più potenti degli umani, sia fisicamente che psichicamente, i vampiri sono organizzati in una struttura rigidamente organizzata, che rispecchia i vari gradi di potere ed abilità acquisiti dal non morto.
- Veri Progenitori (真祖?, Shinso): vampiri nati contemporaneamente al genere umano, del quale condividono l'aspetto. Dalla vita eterna e dalla grande resistenza fisica a quelle che sono considerate le debolezze della razza vampira (aglio, croci, luce del sole...), i veri progenitori non hanno alcuna necessità di bere sangue umano, nutrimento che spesso li ripugna. Alcuni, nel corso della storia hanno tuttavia trasgredito a questo dogma, incapaci di resistere ad un istinto naturale di bevitori di sangue, ed hanno perciò perso il loro status di privilegiati, finendo alla condizione abietta di schiavi dell'istinto sanguinario che li acceca.
- Apostoli della Morte (死徒?, Shito): vampiri di seconda generazione. Un tempo umani, a causa del morso di un progenitore, sono stati trasformati in vampiri anch'essi. Rispetto ai loro "iniziatori" hanno tuttavia alcune debolezze che li rendono schiavi del bisogno di sangue umano e deboli alla luce del sole. Rispetto ai veri progenitori, la cui vita può dirsi effettivamente eterna, gli apostoli della morte sono creature che, sebbene di potere superiore, condividono con gli uomini i rischi di una vita finita. Possono assoldare come propri schiavi dei non morti o dei famigli, dei cadaveri viventi i primi mentre delle creature magiche-demoniache i secondi.
- Occhi Mistici delle percezione della morte (直死の魔眼?, Chokushi no magan): nell'universo di Tsukihime alcuni individui, grazie a forze occulte, sono entrati in possesso - volontariamente o meno - della capacità di vedere le Linee della morte. Queste attraversano in realtà l'intero creato, anche gli oggetti inanimati in quanto - sebbene privi di vita di per sé - derivati e parti di un processo di trasformazione della materia in quanto viva e pertanto destinata prima o poi a perire. I detentori di questo potere sono perciò in grado di scorgere le invisibili linee spezzate che, se calcate, possono portare una qualsiasi entità alla morte. Questo potere, sebbene immenso e letale, è ben difficile da portare sulle spalle in quanto mette il possessore costantemente di fronte all'angosciosa rivelazione della fragilità umana ed universale. Due personaggi dotati di questo potere sono Shiki Tōno e Roa. Tuttavia Roa possiede gli Occhi Mistici della percezione della vita che gli consentono di vedere solo le linee degli oggetti "animati", per esempio animali. Per un essere umano guardare le linee della morte di un oggetto "inanimato" è estremamente pericoloso.

## Personaggi
Shiki Tōno (遠野 志貴?, Tōno Shiki)
Shiki è l'attuale possessore degli Occhi Mistici della percezione della morte che lui si ritrova a poter utilizzare in seguito a un incidente che vive da piccolo. In seguito alle condizioni in cui versava dopo di questo, viene allontanato da suo padre dalla famiglia e sviluppa inoltre un carattere leggermente taciturno, solitario e un po' cinico e stringe realmente amicizia solo con Arihiko Inui, suo compagno di classe.
Shiki soffre di un simil-disturbo della personalità che lo porta, in circostanze particolari, a provare un forte istinto omicida, spesso paragonato, all'interno della visual novel, ad un forte impulso sessuale per come esso si presenta in lui. Alla base di ciò ci sono circostanze che solo col proseguire della storia possiamo scoprire diradando la nebbia che aleggia sul passato di Shiki, sul suo incidente, e sui suoi legami con la stessa famiglia di cui si ritrova a far parte.
Arcueid Brunestud (アルクェイド・ブリュンスタッド?, Arukweido Buryunsutaddo)
Principessa guerriera vampira e Vera Progenitrice, Arcueid è stata creata dai suoi simili artificialmente, col solo scopo di divenire una macchina da guerra, una cacciatrice di apostoli della morte e dunque uno strumento “pacificatore” ed “equilibratore” tra il mondo dei vampiri ed il mondo umano. Durante la sua caccia al vampiro Roa, si imbatte in Shiki e, sebbene inizialmente si comporti verso di lui con diffidenza, finisce via via per perdere l'aria di impassibile neutralità nei confronti del ragazzo, sviluppando dei sentimenti che, infine, riconosce lei stessa come amore.
Ciel (シエル?, Shieru)
Senpai di Shiki e agente segreto al servizio del Vaticano come cacciatrice di vampiri. Ciel nasconde dietro una maschera di cordialità e spensieratezza un triste passato da ospite umana del vampiro Roa, quest'ultimo capace di perpetrare la propria esistenza penetrando in corpi estranei come un vero virus. La cacciatrice di vampiri è in realtà una giovane donna del periodo medievale, che, sotto l'influsso malefico del vampiro, finì per sterminare famiglia e conoscenti. Abbandonata dal corpo estraneo, Ciel non ha perso tuttavia le capacità vampiresche infusele, come le straordinarie capacità rigenerative e l'eterna giovinezza che le hanno valso dolorosi giorni di segregazione e tortura nei laboratori vaticani come cavia.
Akiha Tōno (遠野 秋葉?, Tōno Akiha)
Attuale capofamiglia dei Tōno, Akiha è una giovane liceale, severa e ligia al dovere. In quanto discendente dei Tōno, famiglia da sempre legata alle arti oscure, è dotata di poteri magici che le permettono controllo sul fuoco ed una trasformazione in una creatura simili-diabolica dai fiammanti capelli rossi. Particolarmente attaccata al fratello adottivo Shiki, si dimostra ferocemente combattiva verso le potenziali rivali in materia affettiva, come nel caso di Arcueid e Ciel.
Hisui (翡翠?, Hisui)
Cameriera al servizio dei Tōno. Silenziosa e riservata, Hisui è tra le domestiche di casa Tōno quella più complice e accondiscendente alle richieste di Shiki, sebbene queste spesso vadano contro le imposizioni severe di Akiha. Rispetto alla sorella preferisce un abbigliamento di stampo occidentale.
Kohaku (琥珀?, Kohaku)
Cameriera al servizio dei Tōno e gemella di Hisui. Particolarmente legata ad Akiha al punto che quest'ultima trova spesso nella domestica un sostegno ed una confidente. Preferisce indossare sotto il grembiule da cameriera degli abiti marcatamente orientali, simili a kimono o yukata.
Michael Roa Valdamjong (ミハイル・ロア・バルダムヨォン?, Mihairu Roa Barudamuyōn)
Roa è l'Apostolo della Morte che Arcueid e Ciel sono venute a cercare nella città di Misaki ed il vero antagonista della storia. In origine era un mago che è riuscito tramite un inganno a farsi trasformare in un vampiro per avere il tempo necessario per completare le sue ricerche magiche sull'immortalità e ha scoperto un modo per reincarnarsi in diversi ospiti passando per quello che nel mondo dei maghi è conosciuto come il Vortice della Radice, da cui derivano i suoi epiteti "il Serpente dell'Akasha" e "l'Infinito Reincarnatore". È considerato un eretico dalla stessa organizzazione dei 27 Apostoli della Morte Ancestrali che non lo classificano tra le loro schiere. Ciò che lo lega alle vicende che avvengono in città, a Shiki, a Arcueid, a Ciel e agli altri verranno chiariti nel corso di ogni route.
Nrvnqsr Chaos (ネロ・カオス?, Nero Kaosu)
Nrvnqsr Chaos è un Apostolo della Morte che compare solo nelle route della faccia visibile della Luna. In origine un mago e ora vampiro temibile, possiede un corpo composto dal Suolo della Genesi, donatogli dall'amico Roa tramite una magia risalente all'epoca degli dei. Questo corpo gli consente di materializzare fino a 666 bestie, comprese creature leggendarie, rendendolo un avversario tale che perfino Arcueid afferma che, se potesse, vorrebbe non affrontarlo neanche nel pieno delle sue forze.
Aoko Aozaki (蒼崎 青子?, Aozaki Aoko)
Una maga capace perfino di utilizzare la quinta vera magia e sorella di Tōko Aozaki. All'inizio della storia incontrerà Shiki, che prenderà l'abitudine di chiamarla "maestra", e sarà proprio lei a donargli gli occhiali, i soppressori degli Occhi Mistici, che Shiki indosserà sempre nel corso della sua vita.

## Sviluppo
Tsukihime, concepito da Kinoko Nasu e illustrato da Takashi Takeuchi, viene pubblicato nel dicembre 2000, ma in precedenza erano state pubblicate delle versioni di prova della visual novel; al Comiket 56 del 1999 vennero distribuite 300 copie su floppy disk mentre al Comiket 57 ne vennero distribuite solo 50. Infine al Comiket 58 vennero distribuite altre 300 copie (al prezzo di 1000 yen l'una) sotto il nome di Tsukihime Half Moon Edition, il gioco conteneva le sole route di Arcueid e Ciel (che costituiscono il "Near Side of the Moon" della totalità del gioco).

## Altri media

### Manga
Nel 2004 ha avuto inizio la serializzazione di un adattamento manga, disegnato da Sasaki Shonen che riprende largamente la route narrativa che vede Arcueid eroina principale, è uscito sulla rivista Dengeki Daioh tra ottobre 2003 e settembre 2010. In Italia il fumetto è stato distribuito dalla Star Comics, cui è seguita anche la serie successiva, Melty Blood.
| Nº | Titolo italiano Giapponese 「Kanji」 - Rōmaji | Data di prima pubblicazione              | Data di prima pubblicazione             |
| Nº | Titolo italiano Giapponese 「Kanji」 - Rōmaji | Giapponese                               | Italiano                                |
| 1  | Lunar Legend Tsukihime 1 「真月譚 月姫（1）」 - Shingetsutan Tsukihime 1 | 27 maggio 2004 ISBN 978-404-869065-2     | 6 settembre 2012 ISBN 978-88-6420-319-5 |
| 2  | Lunar Legend Tsukihime 2 「真月譚 月姫（2）」 - Shingetsutan Tsukihime 2 | 27 gennaio 2005 ISBN 4-8402-2958-9       | 19 ottobre 2012 ISBN 978-88-6420-327-0  |
| 3  | Lunar Legend Tsukihime 3 「真月譚 月姫（3）」 - Shingetsutan Tsukihime 3 | 26 novembre 2005 ISBN 4-8402-3255-5      | 8 novembre 2012 ISBN 978-88-6420-349-2  |
| 4  | Lunar Legend Tsukihime 4 「真月譚 月姫（4）」 - Shingetsutan Tsukihime 4 | 26 agosto 2005 ISBN 4-8402-3575-9        | 6 dicembre 2012 ISBN 978-88-6420-381-2  |
| 5  | Lunar Legend Tsukihime 5 「真月譚 月姫（5）」 - Shingetsutan Tsukihime 5 | 27 luglio 2007 ISBN 978-4-8402-3965-3    | 9 gennaio 2013 ISBN 978-88-6420-414-7   |
| 6  | Lunar Legend Tsukihime 6 「真月譚 月姫（6）」 - Shingetsutan Tsukihime 6 | 27 marzo 2008 ISBN 978-4-8402-4252-3     | 7 febbraio 2013 ISBN 978-88-6420-425-3  |
| 7  | Lunar Legend Tsukihime 7 「真月譚 月姫（7）」 - Shingetsutan Tsukihime 7 | 26 febbraio 2010 ISBN 978-4-04-868432-3  | 7 marzo 2013 ISBN 978-88-6420-430-7     |
| 8  | Lunar Legend Tsukihime 8 「真月譚 月姫（8）」 - Shingetsutan Tsukihime 8 | 27 marzo 2010 ISBN 978-4-04-868510-8     | 10 aprile 2013 ISBN 978-88-6420-458-1   |
| 9  | Lunar Legend Tsukihime 9 「真月譚 月姫（9）」 - Shingetsutan Tsukihime 9 | 27 settembre 2010 ISBN 978-4-04-868895-6 | 9 maggio 2013 ISBN 978-88-6420-674-5    |
| 9  | Trama il volume contiene degli extra: - Shin Getter Tsukihime, a modello yonkoma. - Immagini celebrative per i 15 anni della rivista Dengeki Daioh, con riferimenti alla serie Fate/stay night della medesima casa di produzione |                                          |                                         |
| 10 | Lunar Legend Tsukihime 10 「真月譚 月姫（1）」 - Shingetsutan Tsukihime 10 | 18 dicembre 2010 ISBN 978-4-04-870190-7  | 6 giugno 2013 ISBN 978-88-6420-479-6    |
| 10 | Trama il volume contiene dei capitoli extra: - gli inserti umoristici e pubblicitari della serie in versione "volume", pubblicati originariamente sulle pagine della rivista Dengeki Daioh - Spiegalo tu, professoressa Ciel! - Spiegalo tu. professoressa Ciel! 2 - Spiegatelo voi, gemelle! - Spiegatelo voi, friends! - Spiegatelo voi, animali! - Spiegalo tu, chokotto sister! - Spiegatelo insieme, sorelle maggiori! - L'epilogo finale della serie come one-shot: Even after, riguarda il futuro di Shiki ed Arcueid |                                          |                                         |

### Anime
Shingetsutan Tsukihime è stato trasmesso dal 9 ottobre al 25 dicembre 2003, per una durata di 12 episodi. Si basa sullo scenario di Arcueid, seppure con delle differenze.

#### Episodi
| Nº | Titolo italiano (traduzione letterale) Giapponese 「Kanji」 - Rōmaji       | In onda          | In onda |
| Nº | Titolo italiano (traduzione letterale) Giapponese 「Kanji」 - Rōmaji       | Giapponese       |         |
| 1  | Impulso contrario 「反転衝」 - Hanten shoudou                              | 9 ottobre 2003   |         |
| 2  | La bestia nera 「黒い獣」 - Kuroi kemono                                   | 16 ottobre 2003  |         |
| 3  | Gli occhi demoniaci della morte diretta 「直死の魔眼」 - Chokushi no magan | 23 ottobre 2003  |         |
| 4  | Giardino cullante 「揺籠の庭」 - Yurikago no niwa                          | 30 ottobre 2003  |         |
| 5  | La freccia del cielo 「空の弓」 - Sora no yumi                             | 3 novembre 2003  |         |
| 6  | Sogno bianco 「白い夢」 - Shiroi yume                                      | 13 novembre 2003 |         |
| 7  | Rovine blu 「蒼い咎跡」 - Aoi kyuuseki                                     | 20 novembre 2003 |         |
| 8  | Capelli intrappolati 「檻髪」 - Orikami                                    | 27 novembre 2003 |         |
| 9  | Morte. 「死。」 - Shi.                                                     | 4 dicembre 2003  |         |
| 10 | La luna scarlatta 「朱の紅月」 - Shu no kougetsu                           | 11 dicembre 2003 |         |
| 11 | Notte della catastrofe 「凶つ夜」 - Kyoutsu yoru                           | 18 dicembre 2003 |         |
| 12 | Il mondo lunare 「月世界」 - Gessekai                                      | 25 dicembre 2003 |         |